# Llista de missions d'exploració de Venus
A continuació es presenta una llista de les missions d'exploració del planeta Venus, ordenades cronològicament i agrupades per dècades:
| Missió                   | Llançament             | Fi de missió           | Objectiu                     | Resultat                                                      |
| ------------------------ | ---------------------- | ---------------------- | ---------------------------- | ------------------------------------------------------------- |
| Venera 1                 | 12 de febrer de 1961   | Maig de 1961           | Sobrevol                     | Fallada en ruta cap a Venus.                                  |
| Mariner 1                | 22 de juliol de 1962   | 22 de juliol de 1962   | Sobrevol                     | Fallada en el llançament.                                     |
| Mariner 2                | 27 d'agost de 1962     | 14 de desembre de 1962 | Sobrevol                     | Èxit.                                                         |
| Zond 1                   | 4 d'abril de 1964      | 14 de maig de 1964     | Sobrevol                     | Pèrdua de comunicació en ruta.                                |
| Venera 2                 | 12 de novembre de 1965 | Febrer de 1966         | Sobrevol                     | Pèrdua de comunicació en ruta.                                |
| Venera 3                 | 16 de novembre de 1965 | Març de 1966           | Sonda atmosfèrica            | Pèrdua de comunicació abans de l'entrada.                     |
| Venera 4                 | 12 de juny de 1967     | 18 d'octubre de 1967   | Sonda atmosfèrica            | Èxit.                                                         |
| Venera 5                 | 5 de gener de 1969     | 16 de maig de 1969     | Sonda atmosfèrica            | Èxit.                                                         |
| Venera 6                 | 10 de gener de 1969    | 17 de maig de 1969     | Sonda atmosfèrica            | Èxit.                                                         |
| Missió                   | Llançament             | Fi de missió           | Objectiu                     | Resultat                                                      |
| Venera 7                 | 17 d'agost de 1970     | 15 de desembre de 1970 | Sonda superficial            | Èxit. Primer aterratge suau en un altre planeta.              |
| Venera 8                 | 27 de març de 1972     | 22 de juliol de 1972   | Sonda superficial            | Èxit. Primer aterratge totalment reeixit en un altre planeta. |
| Mariner 10               | 3 de novembre de 1973  | 24 de març de 1975     | Sobrevol camí de Mercuri     | Èxit.                                                         |
| Venera 9                 | 8 de juny de 1975      | 22 d'octubre de 1975   | Sonda orbital + superficial  | Èxit.                                                         |
| Venera 10                | 14 de juny de 1975     | 25 d'octubre de 1961   | Sonda orbital + superficial  | Èxit.                                                         |
| Pioneer Venus Orbiter    | 20 de maig de 1978     | Maig de 1992           | Sonda orbital                | Èxit.                                                         |
| Pioneer Venus Multiprobe | 8 d'agost de 1978      | 9 de desembre de 1978  | Sondes atmosfèriques         | Èxit.                                                         |
| Venera 11                | 9 de setembre de 1978  | 25 de desembre de 1978 | Sobrevol + sonda superficial | Èxit parcial.                                                 |
| Venera 12                | 14 de setembre de 1978 | 21 de desembre de 1978 | Sobrevol + sonda superficial | Èxit parcial.                                                 |
| Missió                   | Llançament             | Fi de missió           | Objectiu                     | Resultat                                                      |
| Venera 13                | 30 d'octubre de 1981   | 1 de març de 1982      | Sobrevol + sonda superficial | Èxit.                                                         |
| Venera 14                | 4 de novembre de 1981  | 5 de març de 1982      | Sobrevol + sonda superficial | Èxit.                                                         |
| Venera 15                | 2 de juny de 1983      | Juny de 1984           | Sonda orbital                | Èxit.                                                         |
| Venera 16                | 7 de juny de 1983      | Juny de 1984           | Sonda orbital                | Èxit.                                                         |
| Vega 1                   | 15 de desembre de 1984 | 6 de març de 1986      | Sobrevol camí del Halley     | Èxit.                                                         |
| Vega 1                   | 15 de desembre de 1984 | 11 de juny de 1985     | Sonda superficial            | Fallada.                                                      |
| Vega 1                   | 15 de desembre de 1984 | 11 de juny de 1985     | Globus atmosfèric            | Èxit.                                                         |
| Vega 2                   | 21 de desembre de 1984 | 9 de març de 1986      | Sobrevol camí del Halley     | Èxit.                                                         |
| Vega 2                   | 21 de desembre de 1984 | 15 de juny de 1985     | Sonda superficial            | Èxit.                                                         |
| Vega 2                   | 21 de desembre de 1984 | 15 de juny de 1985     | Globus atmosfèric            | Èxit.                                                         |
| Magellan                 | 4 de maig de 1989      | 11 d'octubre de 1994   | Sonda orbital                | Èxit.                                                         |
| Galileo                  | 18 d'octubre de 1989   | 17 de gener de 2002    | Sobrevol camí de Júpiter     | Èxit.                                                         |
| Missió                   | Llançament             | Fi de missió           | Objectiu                     | Resultat                                                      |
| Cassini                  | 15 d'octubre de 1997   | Actualment operativa   | 2 sobrevols camí de Saturn   | Èxit.                                                         |
| Missió                   | Llançament             | Fi de missió           | Objectiu                     | Resultat                                                      |
| MESSENGER                | 3 d'agost de 2004      | Actualment operativa   | 2 sobrevols camí de Mercuri  | Èxit.                                                         |
| Venus Express            | 9 de novembre de 2005  | Actualment operativa   | Sonda orbital                | Èxit.                                                         |

## Missions Previstes
| Missió      | Llançament | Fi de missió | Objectiu                      | Resultat |
| ----------- | ---------- | ------------ | ----------------------------- | -------- |
| PLANET-C    | 2010       | -            | orbitador                     | -.       |
| BepiColombo | 2013       | -            | sobrevol camí a Mercuri       | -.       |
| Venera-D    | 2016       | -            | orbitador + sonda superficial | -.       |